# Cima Brenta Bassa
Cima Brenta Bassa (2809 m n. m.) je skalní útvar ve Východních Alpách v severní Itálii v provincii Trentino. Je součástí horské skupiny Brenta. Jako severní částí bloku Tosa tvoří jižní bránu průsmyku Bocca di Brenta, který je nejnavštěvovanějším sedlem pohoří. Je protikladem k mohutnější Cima Brenta Alta, která tvoří severní bránu průsmyku. Brenta Bassa je skalní blok s věžovitou strukturou. Na východní straně vytváří dvě suťové terasy, západní stěna je pravidelná.

## Historie

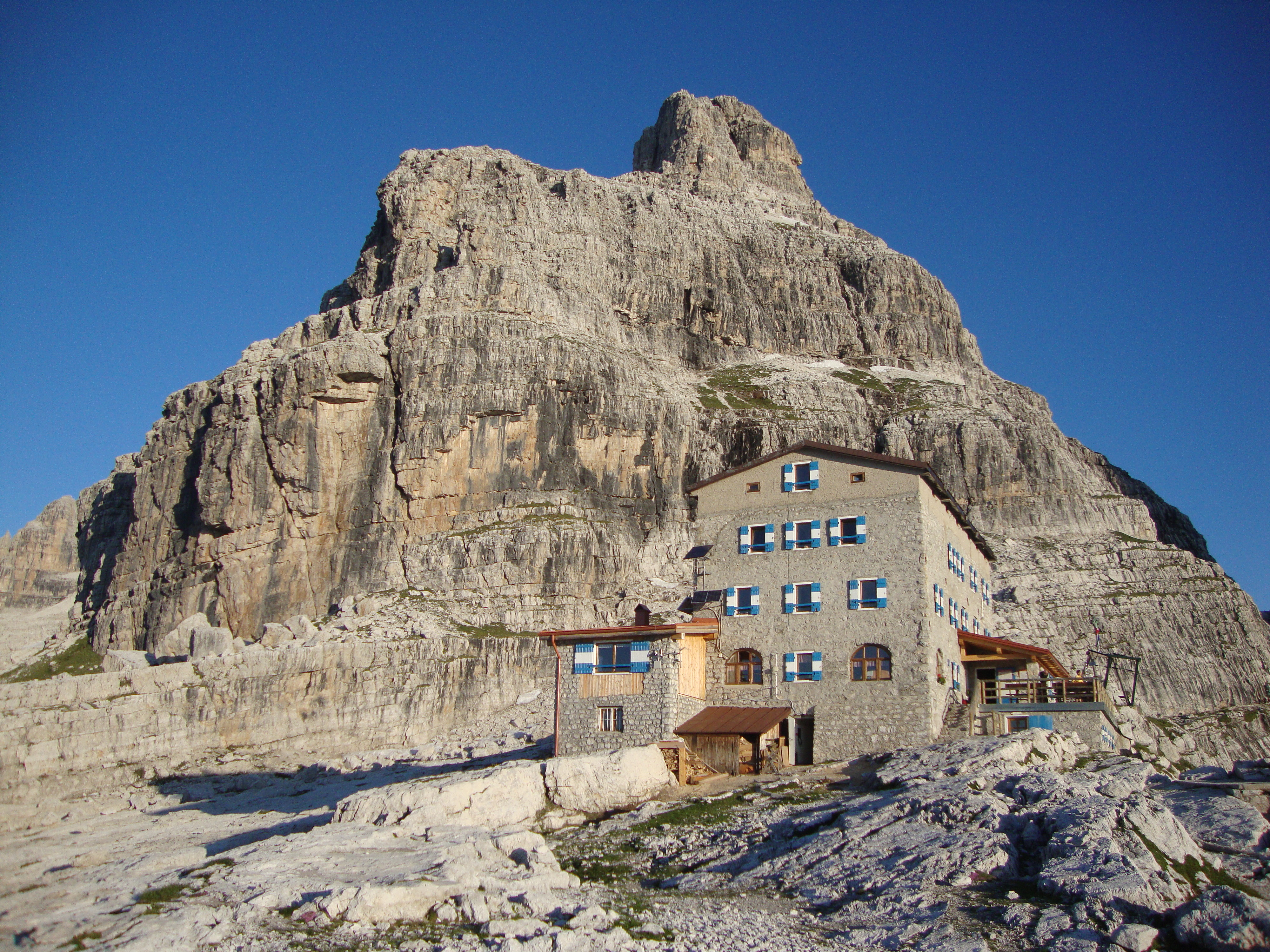
Nad chatou Rifugio Pedrotti

Dříve byla také známa pod jménem Brentolina, ale současný název lépe vyjadřuje partnerský vztah s Cima Brenta Alta. Při pohledech ze západu vyniká jako vrchol údolí Val di Brenta. Dostala se tak do prvních kreseb a fotografií a v současnosti stále přitahuje pozornost diváka ze západních směrů. Při pohledech z východu se však ocitá ve stínu sesterské Cima Brenta Alta.
První výstup provedli 21. července 1882 Alberto de Falkner spolu s horolezcem a malířem hor Edwardem Theodorem Comptonem. Tento výstup se stal později normální cestou, vyznačující se nízkými nároky na lezecké dovednosti. Ve dvacátém století pak byly realizovány trasy s nejvyššími stupni obtížnosti. Vzhledem k blízkosti Rifugio Pedrotti a kvalitě skály se spodní jihovýchodní terasa stala horolezeckým cvičištěm. 
Její postavení na hraně nejfrekventovanějšího průsmyku pohoří jí zaručuje zájem účastníků nejnavštěvovanějších tras včetně Via Boccette.